# Diedrich Boedecker
Diedrich Boedecker (* 19. April 1879 in Wehnen, Oldenburg; † 15. Januar 1968 ebenda) war ein deutscher Landwirt und Politiker.
Boedecker war Präsident der Landesbauernschaft/Landwirtschaftskammer des Bezirks Weser-Ems.
Als Abgeordneter der FDP gehörte er von der ersten Sitzung am 30. Januar 1946 bis zur letzten am 6. November 1946 dem Ernannten Landtag von Oldenburg an.

## Ehrungen
- 1952: Verdienstkreuz (Steckkreuz) der Bundesrepublik Deutschland

## Quelle
- Barbara Simon: Abgeordnete in Niedersachsen 1946–1994. Biographisches Handbuch. Hrsg. vom Präsidenten des Niedersächsischen Landtages. Niedersächsischer Landtag, Hannover 1996, S. 42.

| Personendaten    | Personendaten                               |
| ---------------- | ------------------------------------------- |
| NAME             | Boedecker, Diedrich                         |
| ALTERNATIVNAMEN  | Boedeker, Diedrich                          |
| KURZBESCHREIBUNG | deutscher Landwirt und Politiker (FDP), MdL |
| GEBURTSDATUM     | 19. April 1879                              |
| GEBURTSORT       | Wehnen, Oldenburg                           |
| STERBEDATUM      | 15. Januar 1968                             |
| STERBEORT        | Wehnen, Oldenburg                           |